# Simaetha papuana
Simaetha papuana är en spindelart som beskrevs av Zabka 1994. Simaetha papuana ingår i släktet Simaetha och familjen hoppspindlar. Inga underarter finns listade i Catalogue of Life.